# Uchaux
Uchaux är en kommun i departementet Vaucluse i regionen Provence-Alpes-Côte d'Azur i sydöstra Frankrike. Kommunen ligger i kantonen Orange-Est som tillhör arrondissementet Avignon. År 2022 hade Uchaux 1 702 invånare.

## Befolkningsutveckling
Antalet invånare i kommunen Uchaux
| Referens: INSEE |